# Gabrevci
Gabrevci (macedónul: Габревци) település Észak-Macedóniában, a Délkeleti körzetben, a Koncsei járásban.

## Népesség
| Lakosok száma | 416  | 461  | 458  | 436  | 413  | 401  | 368  | 355  | 220  |
|               | 1948 | 1953 | 1961 | 1971 | 1981 | 1991 | 1994 | 2002 | 2021 |

- 2002-ben 355 lakosa volt, akik mindannyian macedónok.